# Anta d'Aboboreira
L'Anta d'Aboboreira (aussi appelé, Anta de Chã de Parada, Casa da Moura de São João de Ovil, Casa dos Mouros, Cova do Ladrão, Dólmen da Fonte do Mel ou simplement Dólmen de Chã de Parada) est un  dolmen situé dans la freguesia de Ovil (pt), sur le territoire de la municipalité de Baião (district de Porto, Portugal),. 
Le mot anta est l'équivalent portugais d'« ante » (pilier terminal d'un temple grec ou romain), mais il est aussi employé pour désigner les pierres d'un dolmen ou le dolmen lui-même. Environ 5 000 structures mégalithiques de ce type ont été construites au Néolithique dans l'ouest de la péninsule Ibérique par les successeurs de la culture de la céramique cardiale ou Cardial.
Il est classé monument national depuis 1910 .

## Historique
Ce monument mégalithique, datant du IIIe siècle av. J.-C., est une chambre dolménique parmi les quelques quarante monuments de la nécropole mégalithique de la Serra da Abobodeira (pt).

## Description

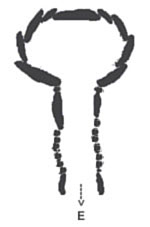
Plan du dolmen d'Abobodeira.

C'est un dolmen à couloir (allée couverte), orienté à l'est et d'environ 4,50 m de long, constitué de 9 orthostates en granite supportant une dalle de couverture. Il y avait des restes de peinture rouge sur le support de la tête de la chambre funéraire, qui sont désormais invisibles à l'œil nu. Sur trois de ses dalles se trouvent des gravures rupestres rayonnantes ou styliformes, dont certaines ne sont clairement visibles que par décalcomanie. Dans la partie centrale supérieure de la dalle de tête du dolmen, on trouve quatre représentations d'un motif en forme de jarre (en faux relief dans le motif supérieur et incisé dans les autres) qui apparaît également dans les monuments mégalithiques de Galice (Dolmen de Dombate, Casa dos Mouros) dont la signification est inconnue.

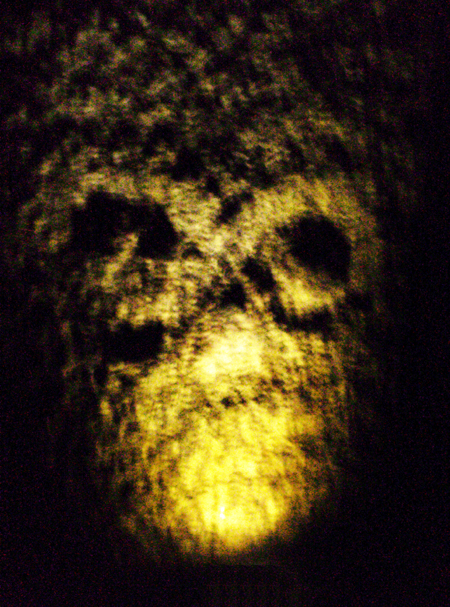
Les deux cercles et la fossette, lorsqu'ils sont éclairés par le bas, font apparaître un masque.

Sur le deuxième pilier, à droite, il y a une figure rayonnante, et sur le troisième, il y a deux cercles, côte à côte, et une petite fossette entre la base des deux et plus haut, à gauche, une figure qui ressemble vaguement à un 8.
Le dolmen était autrefois recouvert par un tertre artificiel, le tumulus, que l'on peut encore voir et qui servait à le cacher et à le protéger et, d'autre part, pouvait avoir fourni un plan incliné pour transporter la dalle de recouvrement de la chambre jusqu'à sa position finale.
Le tertre, partiellement détruit, présente une forme ovoïde (avec un grand axe d'environ 24 m, dans la direction WE, et un petit axe d'environ 20 m, dans la direction NS).
L'Anta da Aboboreira a été pendant des années (et jusqu'en juillet 2006) partiellement recouverte de terre pour protéger le monument. À cette époque, des travaux de préservation et de restauration ont été effectués sur le monument et la végétation et les lichens qui recouvraient le monument et ses environs ont été nettoyés et un herbicide a été appliqué. Un géodrain a également été introduit, une couverture géotextile a été placée à la base de l'intérieur de la chambre, du couloir et de la zone avant du dolmen et un système de contrefort de soutien interne et un anneau de confinement ont été construits.

## Galerie

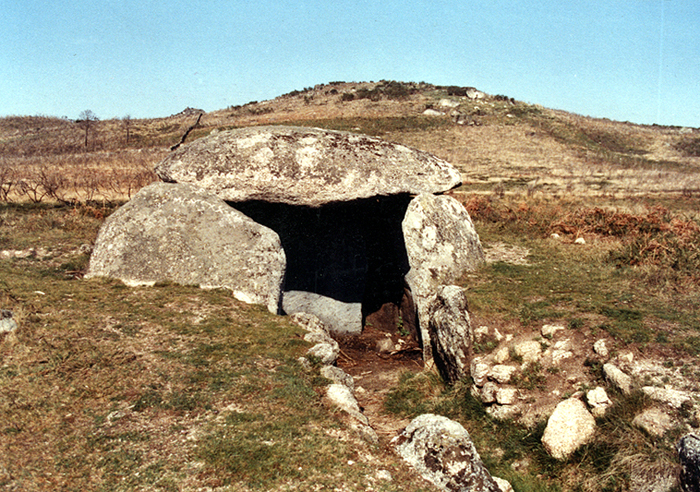
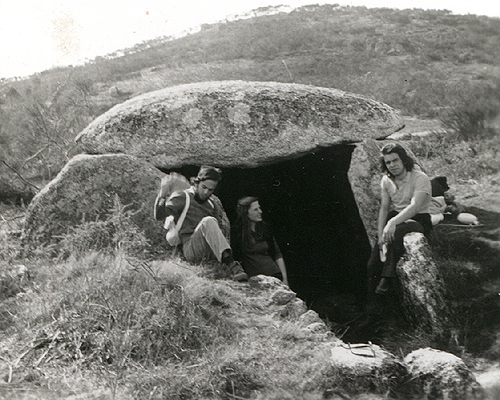